# متصورة
المُتَصَوِّرَة(1) (الاسم العلمي: Plasmodium) هي جنسٌ من حقيقيات النوى وحيدة الخلية، والتي تتطفل إجباريًا على الفقاريات والحشرات. تتضمن دورات حياة أنواع المتصورة على التطور والنمو في حشرةٍ دموية التغذية تكون مضيفًا للنوع، ثم تقوم الحشرة بحقن الطفيليات في مضيفٍ فقاري أثناء تغذيها على دمه. تنمو الطفيليات داخل أنسجة جسم الفقاريات (غالبًا الكبد) قبل دخول مجرى الدم لإصابة خلايا الدم الحمراء، حيث تعمل على إتلاف خلايا الدم الحمراء المضيفة فيما بعد مما قد يؤدي إلى حدوث مرضٍ يُعرف باسم الملاريا. أثناء دورة العدوى هذه، قد تلتقط الحشرات التي تتغذى على الدم بعضًا من هذه الطفيليات (البعوض في معظم الحالات)، وهكذا تستمر دورة حياة الطفيلي.
تنتمي المُتصورة إلى شُعبة معقدات القمة، وهي مجموعةٌ كبيرةٌ من حقيقات النوى الطفيلية. تندرج المُتصورة تحت رتبة البوغيات الدمويَّة وفصيلة المتصورات. وُصف أكثر من 200 نوعًا من المتصورة، وقُسّم العديد منها إلى 14 جُنَيْسًا (تحت جنس) اعتمادًا على الشكل ومجموعة المُضيف. العلاقات التطورية بين أنواع المتصورة المُختلفة لا تتبع دائمًا الحدود التصنيفية، حيث أنَّ بعض الأنواع المتشابهة شكليًا أو التي تصيب نفس المضيف يتبين أنها ذات صلة بعيدة تطوريًا.
تنتشر أنواع المتصورة عالميًا حيثما تتوافر المُضيفات المُناسبة. غالبًا ما يكون مضيفو الحشرات من بعوضيات جنس الباعِضَة والأنوفيلة. أما المضيفات من الفقاريات فتتضمن الزواحف والطيور والثدييات. عُرِفت طفيليات المتصورة لأول مرةٍ في أواخر القرن التاسع عشر بواسطة شارل لافران. كانت قد اكتشفت وصُنفت العديد من الأنواع الأخرى في مضيفاتٍ مختلفة على مدار القرن العشرين، وتتضمن الأنواع الخمس التي تُصيب الإنسان بشكلٍ مُنتظم: المتصورة النشيطة، المتصورة المنجلية، المتصورة الوبالية، المتصورة البيضية، المتصورة النولسية. تُعد المتصورة المنجلية أكثر الأنواع فتكًا بالبشر، حيث تؤدي إلى مئات الآلاف من الوفيات سنويًا. طُورت العديد من الأدوية لعلاج عدوى المتصورة، ولكن طورت بعض الطفيليات مقاومةً لهذه الأدوية جميعها.

## الوصف

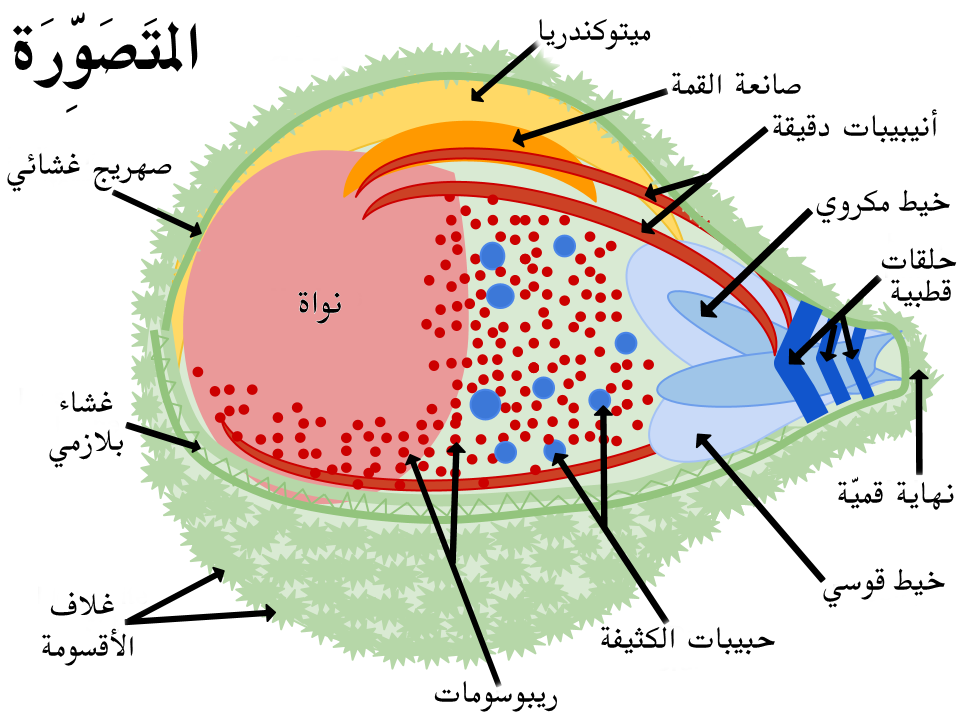
تُعد المتصورة من حقيقيات النوى، ولكنها تمتلك خصائص غير اعتيادية.

يتضمن جنس المتصورة جميع حقيقيات النوى ضمن شُعبة مُعقدات القمة التي تخضع لعملية التكاثر اللاجنسي التَقَسُّمي داخل خلايا الدم الحمراء المُضيفة وتنتج الهيموزوين الصبغي البلوري كمنتجٍ ثانوي لهضم هيموغلوبين المُضيف. تمتلك أنواع المُتصورة العديد من الميزات المُشتركة مع غيرها من حقيقيات النوى الأُخرى، كما تمتلك ميزاتٍ فريدة خاصة بجنسها أو شعبتها. ينقسم الجينوم (المجموع المورثي) للمتصورة إلى 14 كروموسومًا موجودًا في النواة. تُحافظ طفيليات المتصورة على نسخةٍ واحدةٍ من جينومها خلال معظم دورة الحياة، مما يُضاعف الجينوم فقط بهدف التبادل الجنسي قصير المُدة داخل المعى المتوسطة للحشرة المضيفة. ترتبط الشبكة الإندوبلازمية بالنواة، والتي تعمل بشكلٍ مُشابه للشبكة الإندوبلازمية في حقيقيات النوى الأُخرى. تُنقل البروتينات من الشبكة الإندوبلازمية إلى جهاز غولجي الذي يتكون بشكلٍ عام من جزءٍ واحد مرتبط بغشاء معقدات القمة، ثم تُنقل البروتينات إلى حيزاتٍ خلوية مختلفة أو إلى سطح الخلية.
تمتلكُ أنواع المتصورة العديد من الهياكل الخلوية في الطرف القّمي للطفيلي، وذلك كغيرها من معقدات القمة الأخرى، حيث تعمل هذه الهياكل عضياتٍ متخصصة لإفراز المواد الفاعلة (المؤثرات) في المُضيف. أكثر هذه العضيات بروزًا هي الخيوط القوسية التي تحتوي على بروتينات الطفيلي التي تُشارك في غزو الخلية المضيفة وتعديل المُضيف عند الدخول إليه. تُوجد هياكل أصغر بالقرب من الخيوط القوسية تُسمى الخيوط المكروية، وتحتوي على بروتيناتٍ الطفيلي المطلوبة للحركة والتعرف على الخلايا المُضيفة والارتباط بها. تنتشر حويصلاتٌ إفرازية في جميع أجزاء الطفيلي تُعرف بالحُبيبات الكثيفة وتحتوي على بروتينات الطفيلي التي تُشارك في تعديل الغشاء الذي يفصل الطفيلي عن المُضيف، ويُسمى الفجوة الحاملة للطفيلي.
تحتوي أنواع المتصورة أيضًا على عُضيتين كبيرتين مرتبطتين بالغشاء من أصلٍ تعايشي داخلي، وهما ميتوكندريون وصانعة قمة، حيث يلعبُ كلاهما أدوارًا رئيسية في أيض الطفيلي. على عكس خلايا الثدييات التي تحتوي على العديد من الميتوكوندريا، فإنَّ خلايا المتصورة تحتوي على ميتوكوندريا واحدة كبيرة تُنسق انقسامها مع انقسام خلية المُتصورة. كما هو الحال في حقيقيات النوى الأخرى، فإنَّ ميتوكوندريا المتصورة قادرة على توليد الطاقة على شكل أدينوسين ثلاثي الفوسفات (ATP) عبر دورة حمض الستريك، ولكن على الرغم من هذا، إلا أنَّ هذه الوظيفة مطلوبة فقط لبقاء الطفيل في الحشرة المُضيفة، وليست ضرورية للنمو داخل خلايا الدم الحمراء. أما صانعة القمة، فهي ناشئة عن حدث تعايشي داخلي ثانوي، ويكون سلف المُتصورة قد اكتسبه في هذه الحالة من طُحلب أحمر. تُشارك صانعة القمة في تخليق السلائف الأيضية المُختلفة، والتي تتضمن الأحماض الدهنية والإيزوبرينويدات [الإنجليزية] والعناقد الحديدية-الكبريتية ومكونات مسار التخليق الحيوي للهيم.

## دورة الحياة

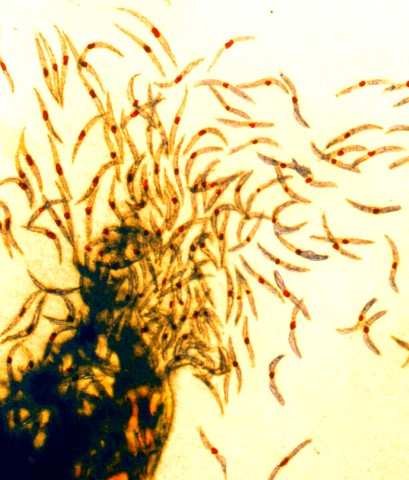
بويغاتٌ من بعوضة، وهي واحدةً من عدة أشكالٍ مختلفةٍ للطفيلي

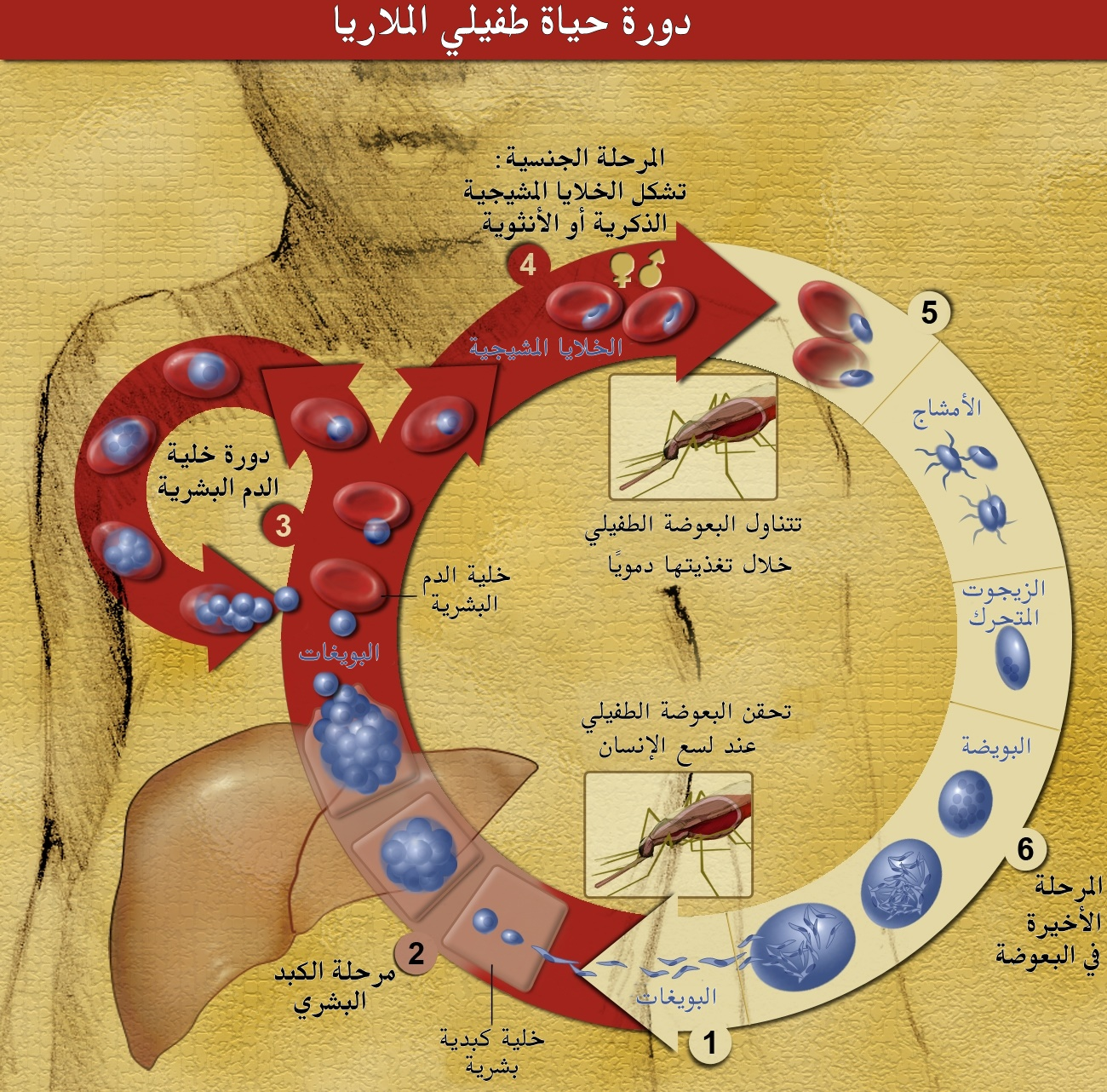
دورة حياة أنواع المتصورة التي تُصيب البشر

تتضمن دورة حياة المتصورة عدة مراحل متميزة في مضيفٍ من الحشرات وآخر من الفقاريات. تدخل الطفيليات عمومًا إلى المضيف الفقاري بعد تعرضه للسعةٍ من الحشرة المُضيفة (البعوضة بشكلٍ عام، باستثناء بعض أنواع المتصورة التي تُصيب الزواحف). وبُمجرد دخول هذه الطفيليات تُصيب أولًا الكبد أو أنسجةً أُخرى في المضيف، ثم تدخل في دورةٍ واحدةٍ كبيرةٍ من التنسخ قبل الخروج من خلية المُضيف المصابة لإصابة خلايا الدم الحمراء، كما يُمكن لبعض أنواع المتصورة في الرئيسيات أن تدخل في مرحلةٍ كامنةٍ طويلةٍ الأمد، وتُسمى آنذاك بالهاجعة، حيث قد تبقى في الكبد لأكثر من عام. ولكن على الرغم من هذا، إلا أنه في معظم أنواع المتصورة، تُسمى الطفيليات في خلايا الكبد المصابة بالأقاسيم (جمع أقسومة). بعد خروجها من الكبد، تدخل الطفيليات إلى خلايا الدم الحمراء، ثم تمرُ بعدة دوراتٍ مستمرة من إصابة خلايا الدم الحمراء، وأيضًا تتمايزُ نسبةٌ صغيرةٌ منها إلى مرحلة جنسيةٍ تُسمى حينها بالخلية المشيجية، حيث يلتقطها مضيفٌ من الحشرات أثناء تناوله وجبةً من الدم. في بعض المضيفات، قد تؤدي إصابة أنواع المتصورة لخلايا الدم الحمراء إلى حدوث مرضٍ يُسمى الملاريا، والذي قد يكون شديدًا أحيانًا، مما يُؤدي إلى موتٍ سريعٍ للمُضيف (مثل المتصورة المنجلية في البشر)، أو قد تكون الإصابة بلا أعراض في مضيفاتٍ أُخرى.
تنمو الأقاسيم داخل خلايا الدم الحمراء أولًا إلى شكلٍ حلقي ثم إلى شكلٍ أكبر يسمى الأتروفة. ثم تنضج الأتاريف (جمع أتروفة) لتصبح متقسمات (جمع متقسمة)، والتي تنقسم عدة مراتٍ لإنتاج أقاسيمٍ جديدة. في نهاية المطاف، تنفجرُ خلايا الدم الحمراء المُصابة، مما يسمح للأقاسيم الجديدة بالانتقال داخل مجرى الدم لإصابة خلايا دم حمراء جديدة. تستمر معظم الأقاسيم في هذه الدورة التكاثرية، ولكنَّ بعضها عند إصابة خلايا الدم الحمراء تتمايز إلى أشكال جنسيةٍ ذكورية أو أنثوية تسمى الخلايا المشيجية، والتي تنتشر في الدم حتى تتناولها البعوضة عندما تتغذى على مضيفٍ فقاريٍ مُصاب، فتأخذ الدم الذي يحتوي على الخلايا المشيجية.
تنتقل الخلايا المشيجية مع وجبة الدم في البعوضة حتى تصل إلى المعى المتوسط، ثم تتطور هذه الخلايا إلى أمشاجٍ ذكرية وأنثوية، والتي تُخصب بعضها البعض، وتشكل البويضة المخصبة (الزيجوت). ثم تتطور الزيجوتات إلى شكلٍ متحركٍ يُسمى الزيجوت المتحرك، والذي يخترق جدار المعى المتوسط. عند اجتياز جدار المعى المتوسط، يندمج الزيجوت المتحرك في الغشاء الخارجي للمعى ويتطور إلى بويضة. تنقسم البويضات عدة مرات لإنتاج أعدادٍ كبيرةٍ من البوغيات الصغيرة الطويلة، ثم تنتقل هذه البوغيات إلى الغدد اللعابية للبعوض حيث يمكن حقنها في دم المضيف الذي سيتعرض للسعة البعوضة، وتتكرر الدورة.

## التطور والتصنيف

### التصنيف
تنتمي المتصورة إلى شعبة معقدات القمة، وهي مجموعةٌ تصنيفيةٌ من الطفيليات وحيدة الخلية والتي تمتلكُ عضياتٍ إفرازيةٍ مميزة في أحد طرفي الخلية. تندرجُ المُتصورة تحت رتبة البوغيات الدموية من مُعقدات القمة، وهي مجموعةٌ تضم جميع معقدات القمة التي تعيشُ داخل خلايا الدم. تنقسمُ رتبة البوغيات الدموية إلى أربعة فصائل، اعتمادًا على وجود صبغة الهيموزوين وطريقة التكاثر اللاجنسي، وتنتمي المتصورة إلى فصيلة المتصورات.

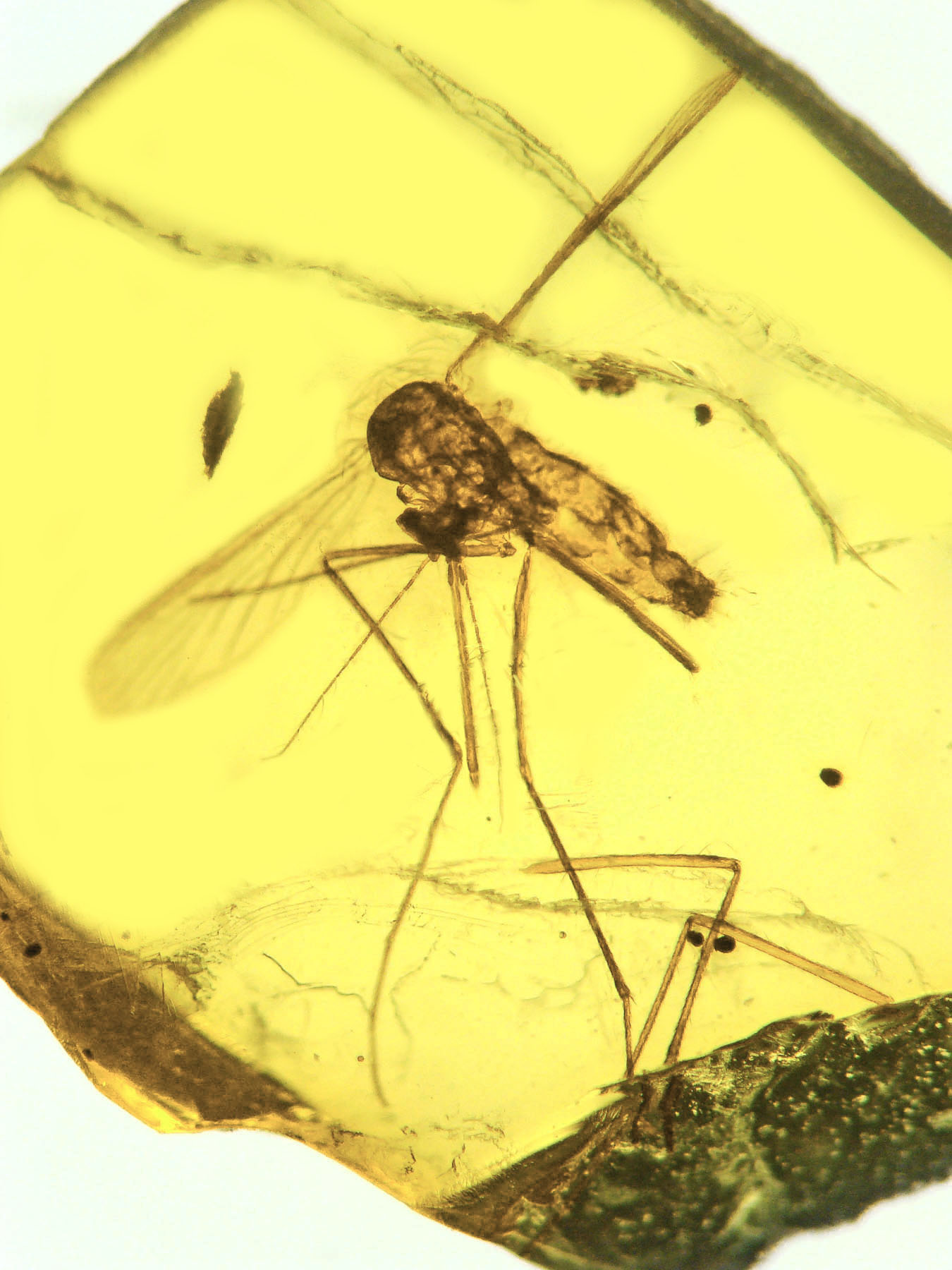
أقدم أحفورة بعوضة مُصابة بالمتصورة الوبالية، عمرها 15-20 مليون سنة

يتكون جنس المتصورة من أكثر من 200 نوع، وتُوصف عمومًا بناءً على ظهورها في مسحاتٍ الدم للفقاريات المُصابة. صُنفت هذه الأنواع اعتمادًا على شكلها ونطاق المُضيف الذي تُصيبه إلى 14 جُنيسًا (تحت الجنس):
- جُنيس آسياميبا (تيلفورد، 1988) – زواحف
- جُنيس بينيتنية (فالكيوناس، 1997) – طيور
- جُنيس كاريناميبا (غارنهام، 1966) – زواحف
- جُنيس جيوفانولاية (كوراديتي، وآخرون. 1963) – طيور
- جُنيس هايماميبا (كوراديتي، وآخرون. 1963) – طيور
- جُنيس هوفية (كوراديتي، وآخرون. 1963) – طيور
- جُنيس لاكرتاميبا (تيلفورد، 1988) – زواحف
- جُنيس لافرانية (براي، 1958) – القرود العليا والبشر
- جُنيس نوفييلية (كوراديتي، وآخرون. 1963) – طيور
- جُنيس أوفيديلية (تيلفورد، 1988) – زواحف
- جُنيس نظيرة المتصورة (تيلفورد، 1988) – زواحف
- جُنيس المُتصورة (Bray، 1955) – القرود والسعادين
- جُنيس ساوراميبا (غارنهام، 1966) – زواحف
- جُنيس فينكية (غارنهام، 1964) – الثدييات وتتضمن الرئيسيات

تُصنف الأنواع التي تصيب السعادي والقردة تحت جُنيس المُتصورة، باستثناء المتصورة المنجلية والمتصورة الريخينوفية اللتان تشكلان معًا جُنيس اللافرانية. تصنف الطفيليات التي تصيب الثدييات الأخرى بما في ذلك بعض الرئيسيات (الليمور وغيرها) تحت جُنيس الفينكية. تنطوي الجُنيسات الخمسة: البينيتنية والجيوفانولاية والهايماميبا والهوفية والنوفييلية على أنواع ملاريا الطيور المعروفة. أما الجُنيسات المتبقية: الآسياميبا والكاريناميبا واللاكرتاميبا والأوفيديلية ونظيرة المتصورة والساوراميبا تتضمن مجموعاتٍ متنوعةٍ من الطفيليات التي تصيب الزواحف.

### التطور
تُشير الدراساتُ الحديثة التي أجريت على أنواع المتصورة باستخدام الطرق الجزيئية إلى أنَّ تطور المجموعة لم يتبع التصنيف تمامًا. العديد من أنواع المتصورة المتشابهة شكليًا أو التي تُصيب نفس المضيفات تبين أنها ذات صلةٍ بعيدةٍ فقط. في تسعينيات القرن العشرين، سعت العديد من الدراسات إلى تقييم العلاقات التطورية لأنواع المتصورة عبر مقارنة الحمض النووي الريبوزي الريبوسومي وجين البروتين السطحي من أنواعٍ مختلفةٍ، ووجد أنَّ الطفيلي البشري المتصورة المنجلية أكثر ارتباطًا بطفيليات الطيور من الطفيليات الأخرى للقرود. ومع ذلك، وجدت الدراسات اللاحقة التي أخذت عيناتٍ من المزيد من أنواع المتصورة، أنَّ طفيليات الثدييات تشكل فرعًا حيويًا جنبًا إلى جنب مع جنس المتكبدة الكوخية، بينما يبدو أنَّ طفيليات الطيور أو السحالي تشكل فرعًا حيويًا منفصلًا له علاقاتٌ تطورية لا تتبع الجُنيسات:
|  | جُنيس اللافرانية |
|  | |
|  | \| \| جُنيس المتصورة \| \| \| \| \| \| جُنيس الفينكية \| \| \| \| \| \| متكبدة كوخية (طفيليات الخفاشيات) \| \| \| \| |
|  | |
|  | جُنيس المتصورة |
|  | |
|  | جُنيس الفينكية |
|  | |
|  | متكبدة كوخية (طفيليات الخفاشيات)                                                                                   |
|  | |

|  | جُنيس المتصورة                    |
|  |                                  |
|  | جُنيس الفينكية                    |
|  |                                  |
|  | متكبدة كوخية (طفيليات الخفاشيات) |
|  |                                  |

|  | جُنيس اللافرانية |
|  | |
|  | \| \| جُنيس المتصورة \| \| \| \| \| \| جُنيس الفينكية \| \| \| \| \| \| متكبدة كوخية (طفيليات الخفاشيات) \| \| \| \| |
|  | |
|  | جُنيس المتصورة |
|  | |
|  | جُنيس الفينكية |
|  | |
|  | متكبدة كوخية (طفيليات الخفاشيات)                                                                                   |
|  | |

|  | جُنيس المتصورة                    |
|  |                                  |
|  | جُنيس الفينكية                    |
|  |                                  |
|  | متكبدة كوخية (طفيليات الخفاشيات) |
|  |                                  |

|  | جُنيس اللافرانية |
|  | |
|  | \| \| جُنيس المتصورة \| \| \| \| \| \| جُنيس الفينكية \| \| \| \| \| \| متكبدة كوخية (طفيليات الخفاشيات) \| \| \| \| |
|  | |
|  | جُنيس المتصورة |
|  | |
|  | جُنيس الفينكية |
|  | |
|  | متكبدة كوخية (طفيليات الخفاشيات)                                                                                   |
|  | |

|  | جُنيس المتصورة                    |
|  |                                  |
|  | جُنيس الفينكية                    |
|  |                                  |
|  | متكبدة كوخية (طفيليات الخفاشيات) |
|  |                                  |

|  | جُنيس اللافرانية |
|  | |
|  | \| \| جُنيس المتصورة \| \| \| \| \| \| جُنيس الفينكية \| \| \| \| \| \| متكبدة كوخية (طفيليات الخفاشيات) \| \| \| \| |
|  | |
|  | جُنيس المتصورة |
|  | |
|  | جُنيس الفينكية |
|  | |
|  | متكبدة كوخية (طفيليات الخفاشيات)                                                                                   |
|  | |

|  | جُنيس المتصورة                    |
|  |                                  |
|  | جُنيس الفينكية                    |
|  |                                  |
|  | متكبدة كوخية (طفيليات الخفاشيات) |
|  |                                  |

تختلف التقديرات المتعلقة باختلاف سلالات المتصورة اختلافًا كبيرًا. تقديرات تنوع  رتبة البوغيات الدموية تتراوح من حوالي 16.2 مليون إلى 100 مليون سنةٍ ماضية. كان هناك اهتمام خاص بتأريخ الاختلاف بين طفيلي الإنسان المتصورة المنجلية عن سلالات المتصورة الأخرى نظرًا لأهميتها الطبية. لهذا، تتراوح التواريخ المقدرة من 110,000 إلى 2.5 مليون سنةٍ ماضية.

## الانتشار
تنتشر أنواع المتصورة في كافة أنحاء العالم، وجميعها طفيلية ويجب أن تمر بين مضيفٍ من الفقاريات وآخر من الحشرات لإكمال دورات حياتها. تنتشر الأنواع المختلفة من المتصورة بين مضيفاتٍ مُختلفة، مع اقتصار بعضها على مضيفٍ واحدٍ من الفقاريات وآخر من الحشرات، بينما يُمكن أن تصيب الأنواع الأخرى عدة أنواع من الفقاريات و/أو الحشرات.

### الفقاريات

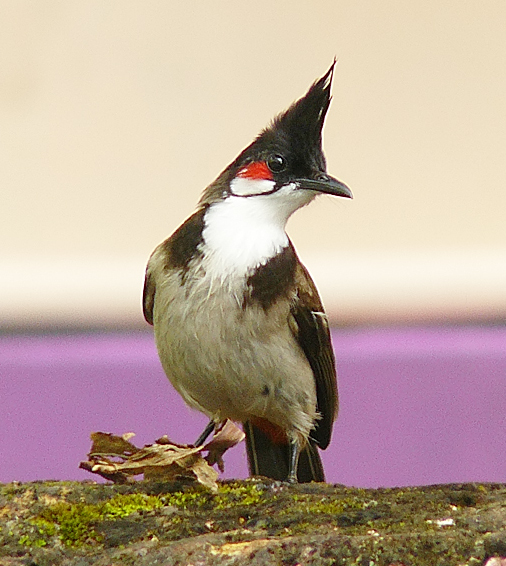
العديد من الطيور، ابتداءً من الطيور الجارحة حتى الجواثم مثل البلبل أحمر العجز (الاسم العلمي: Pycnonotus jocosus) قد تكون حاملةً للملاريا.

وُصفت طفيليات المتصورة في مجموعةٍ واسعةٍ من المضيفات الفقارية والتي تشمل الزواحف والطيور والثدييات. بشكلٍ عام، تُصيب أنواع المتصورة طائفةً خاصةً بها (مثل الطيور)، ولكن العديد منها قد تُصيب أكثر من مضيفٍ فقاريٍ واحد.

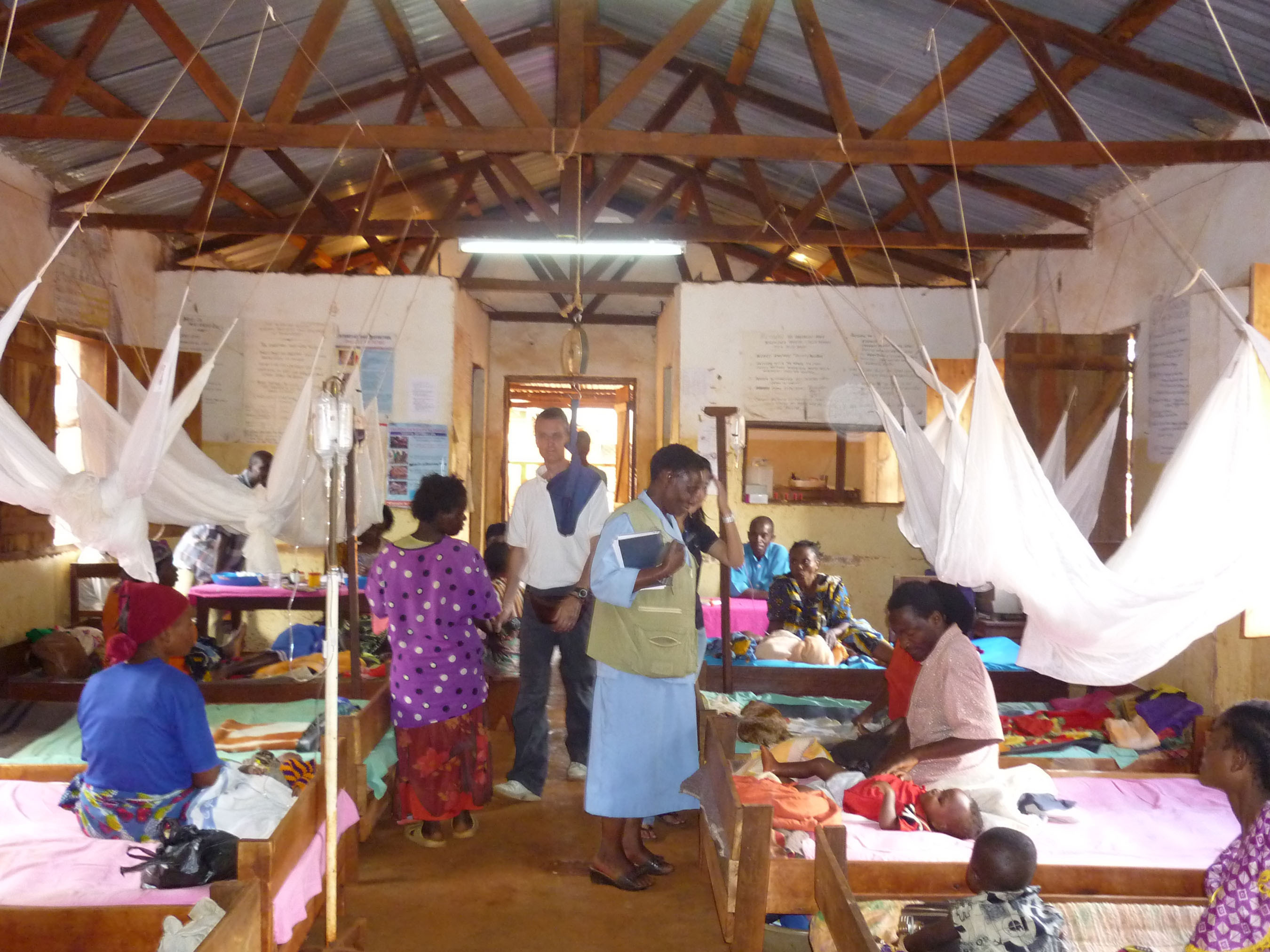
عيادة لعلاج الملاريا البشرية في تنزانيا

يُصاب البشر بشكلٍ أساسي بخمسة أنواعٍ من المتصورة [الإنجليزية]، وتحدث مُعظم الإصابات الشديدة والوفيات من المتصورة المنجلية. بعض الأنواع التي تُصيب البشر يُمكنها أيضًا إصابة رئيسياتٍ أُخرى، كما أنَّ بعض الأمراض حيوانية المصدر التي تُسببها بعض الأنواع (مثل المتصورة النولسية) تنتقلُ بشكلٍ شائع من الرئيسيات الأخرى إلى البشر. قد تُصاب الرئيسيات غير البشرية أيضًا بمجموعةٍ متنوعةٍ من أنواع المتصورة التي لا تُصيب البشر عمومًا. قد تُسبب بعضها مرضًا شديدًا في الرئيسيات، في حين أنَّ الأخرى قد تُبقى في المضيف لفتراتٍ طويلة دون التسبب في المرض. قد تُصاب العديد من الثدييات الأخرى أيضًا بأنواع المتصورة، مثل مجموعةٍ متنوعةٍ من القوارض والحافريات والخفاشيات. مع التأكيد أنَّ بعض أنواع المتصورة قد تسبب مرضًا شديدًا في بعض هذه المضيفات، بينما العديد منها لا تُسبب ذلك.
يُوجد أكثر من 150 نوعًا من المتصورة [الإنجليزية] تُصيب مجموعةً واسعةً من الطيور. بشكلٍ عام، يصيب كل نوعٍ من أنواع المتصورة نوعًا واحدًا إلى عدة أنواع من الطيور. تميل طفيليات المتصورة التي تصيب الطيور إلى التواجد في مضيفٍ معينٍ لسنوات أو طوال حياته، على الرغم من أنه في بعض الحالات قد تؤدي عدوى المتصورة إلى مرضٍ شديدٍ وموتٍ سريع. على عكس أنواع المتصورات التي تصيب الثدييات، تنتشر تلك الطيور المصابة في جميع أنحاء العالم.
تصيب أنواعٌ من عدة جنيساتٍ [الإنجليزية] من المتصورة الزواحف المتنوعة. وُصفت طفيليات المتصورة في معظم فصائل السحالي، ومثل طفيليات الطيور، فإنها تنتشر في جميع أنحاء العالم. مع التأكيد أنَّ الطفيليات قد تؤدي إما إلى مرضٍ شديدٍ أو أن تكون بدون أعراضٍ، ويبدو أنَّ ذلك اعتمادًا على الطفيل والمضيف.

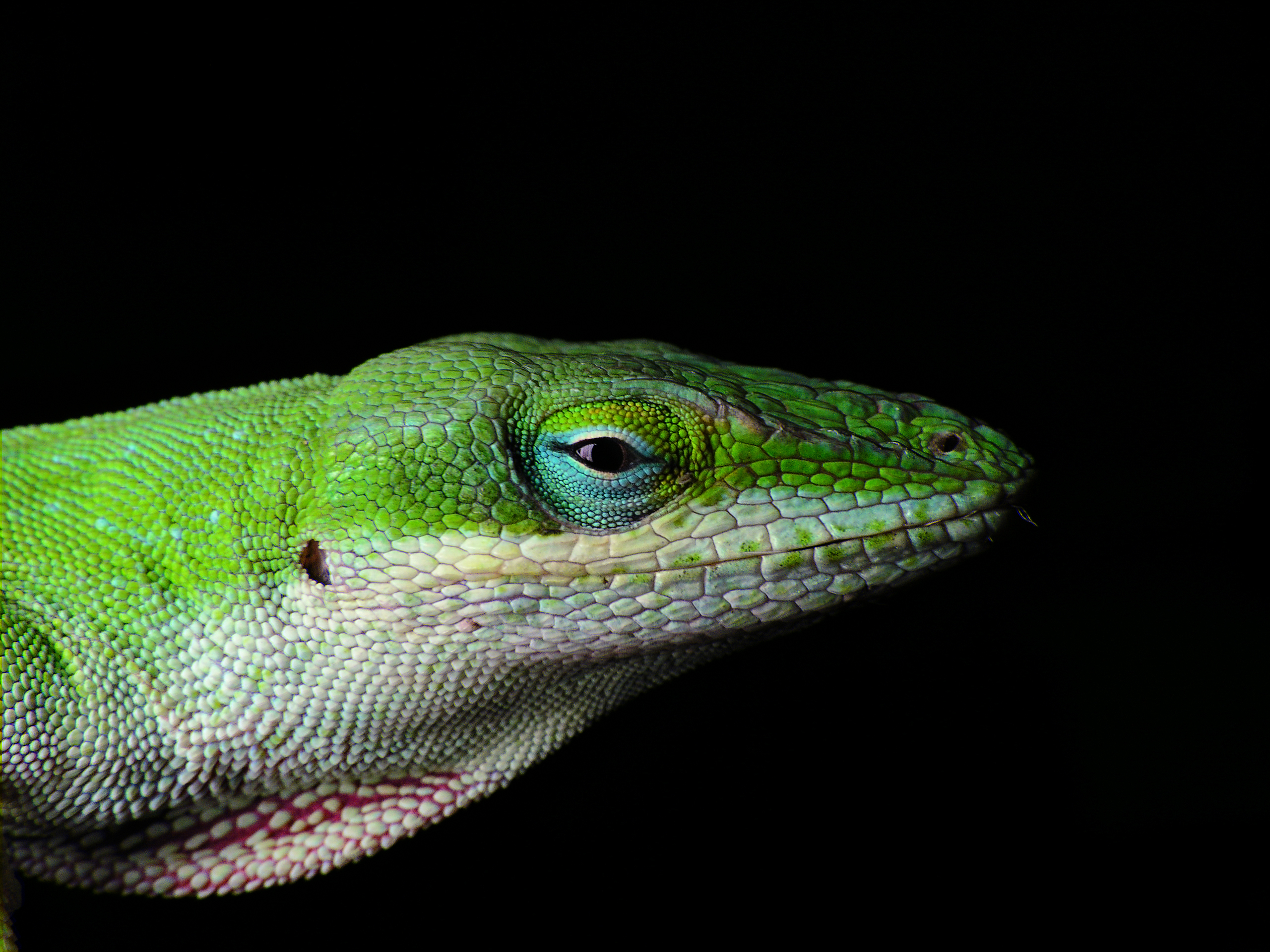
أكثر من 3000 نوع من السحالي، بما في ذلك أنول كارولينا (الاسم العلمي: Anolis carolinensis) قد تحمل حوالي 90 نوعًا من الملاريا.

طُورت العديد من الأدوية على مر السنين للسيطرة على عدوى المتصورة في المضيفات الفقارية، خصوصًا البشر. استُخدام الكينين كمضادٍ للملاريا في الخطوات الأمامية منذ القرن السابع عشر حتى ظهرت مقاومةٌ واسعة النطاق في أوائل القرن العشرين. دفعت مقاومة الكينين إلى تطوير مجموعةٍ واسعةٍ من مضادات الملاريا خلال القرن العشرين، وتتضمن الكلوروكين والبروغوانيل والأتوفاكوين وسلفادوكسين/بيرميثامين والمفلوكوين والأرتيميسينين. في جميع الحالات، ظهرت طفيليات مقاومةٍ لمضادٍ معين في غضون بضعة عقود من طرح الأدوية. لمكافحة هذا، أصبحت تستخدم مضادات الملاريا جنبًا إلى جنب مع العلاجات المركبة المكونة من الأرتيميسينين حاليًا كمعيارٍ ذهبيٍ للعلاج. بشكل عام، تستهدف مضادات الملاريا مراحل حياة طفيليات المتصورة التي تتواجد داخل خلايا الدم الحمراء لدى الفقاريات، حيث أنَّ هذه هي المراحل التي تميل إلى إحداث المرض. ومع ذلك، فإنَّ الأدوية التي تستهدف المراحل الأخرى من دورة حياة الطفيل قيد التطوير من أجل منع العدوى في المسافرين ومنع انتقال المراحل الجنسية إلى المضيفات الحشرية.

### الحشرات

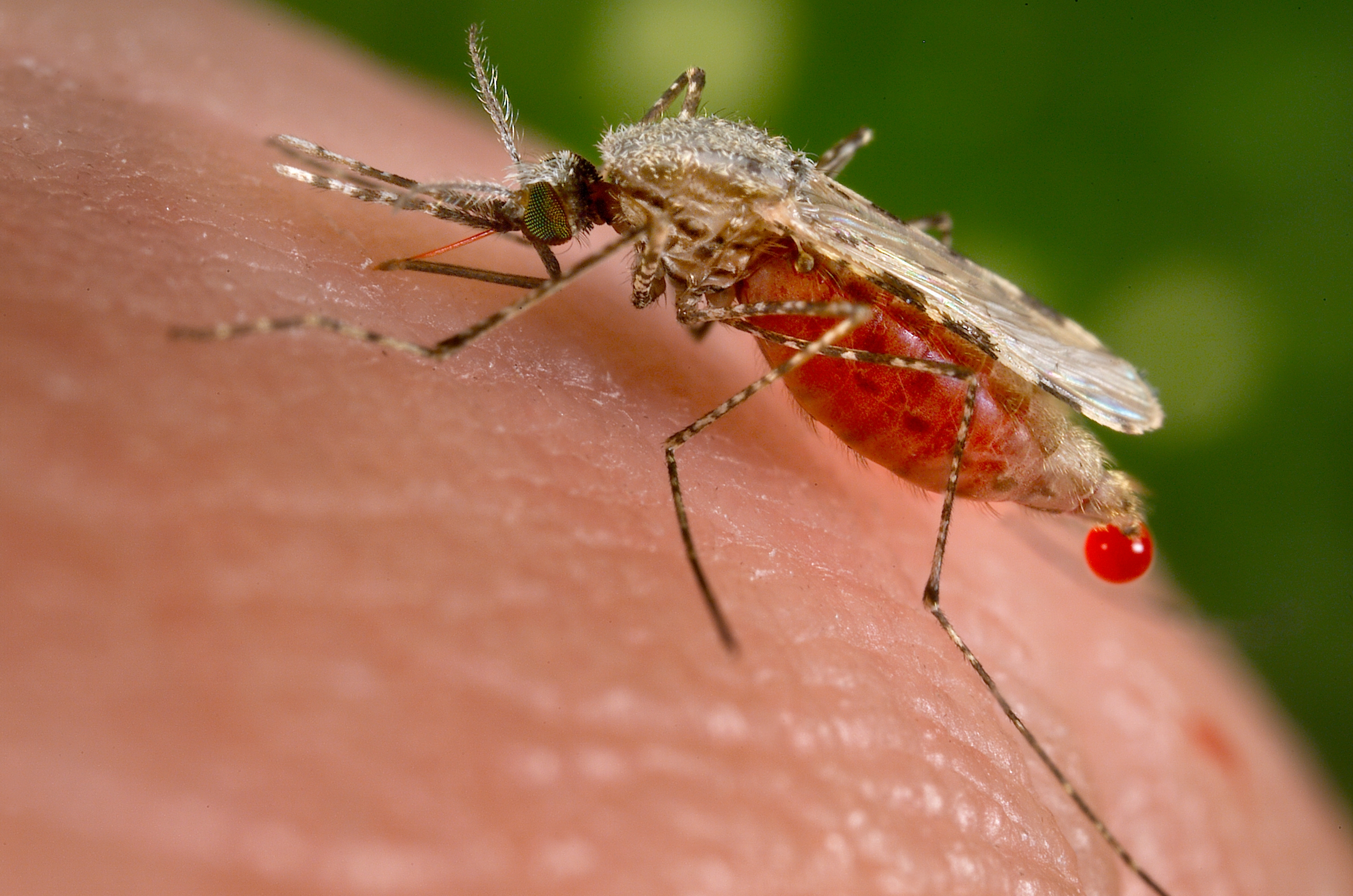
تُعد بعوضة الأنوفيلة الاصْطِفانِيَّة من الحشرات دموية التغذية التي تُصاب بأنواع المتصورة

بالإضافة إلى مضيف الفقاريات، فإنَّ جميع أنواع المتصورة تُصيب أيضًا مضيفًا من الحشرات الماصّة للدم، أي البعوضة (على الرغم من أنَّ بعض الطفيليات التي تُصيب الزواحف قد تنتقل عن طريق ذبابة الرمل). تُعد بعض أجناس البعوض مضيفًا حشريًا للأنواع المتصورة المختلفة، وهي البعوضة المنزلية (الباعِضَة) والأنوفيلة والبُعَيضَة والمَنْسونِيَّة والزاعجة. تُعد الأنوفيلة أفضل ما تمت دراسته، حيث تُعد مضيفًا لطفيليات المتصورة للملاريا البشرية، وأيضًا البعوضة المنزلية التي تُعد مضيفًا لأنواع المتصورة التي تُسبب الملاريا في الطيور. تُصاب إناث البعوض فقط بالمتصورة؛ وذلك لأنها تتغذى فقط على دم المضيفات الفقارية. تؤثر الأنواع المختلفة للمتصورة على مضيفها من الحشرات بشكلٍ مُختلف، فتؤدي أحيانًا إلى تقليل العمر الافتراضي للحشرات المصابة بالمتصورة وتقليل القدرة على إنتاج النسل. بالإضافة لذلك، يبدو أنَّ بعض أنواع المتصورة تُسبب تفضيل الحشرات للسع مضيفاتٍ فقاريات مصابة بدلاً من المضيفات غير مصابة.

## التاريخ
حُددت المتصورة لأول مرةٍ عندما وصفَّ شارل لافران الطفيليات في دم مرضى الملاريا في عام 1880، وأطلق على الطفيلي (الاسم العلمي: Oscillaria malariae). في عام 1885، أعاد عالما الحيوان إيتوري ماركيافافا وأنجيلو سيلي فحص الطفيلي ووصفه بأنه عضو من جنسٍ جديد يُسمى Plasmodium (بالعربية: المُتصورة)، والذي سمَّي بهذا الاسم لتشابهه مع الخلايا عديدة النَّوى للعفن الغروي التي تحمل الاسم نفسه. عُرفت لأول مرة حقيقة أنَّ عدة أنواع من المتصورة قد تتسبب في أشكالٍ مختلفة من الملاريا بواسطة كاميلو غولجي في عام 1886. بعد ذلك بفترةٍ قصيرة، أطلق جيوفاني غراسي ورايموندو فيليتي اسمًا على الطفيليات المُسببة لنوعين مختلفين من الملاريا البشرية، Plasmodium vivax (بالعربية: المتصورة النشيطة) وPlasmodium malariae (بالعربية: المتصورة الملارية). في عام 1897، حدد ويليام ولتش نوعًا جديدًا وأطلق عليه اسم Plasmodium falciparum (بالعربية: المتصورة المنجلية). تبع ذلك التعرف على نوعين آخرين من المتصورة التي تُصيب البشر: Plasmodium ovale (بالعربية: المتصورة البيضية) عام 1922 وPlasmodium knowlesi (بالعربية: المتصورة النولسية) والتي حُددت في مكاك طويل الذيل عام 1932 وفي البشر عام 1965. وُصف دور المضيفات من الحشرات في دورة حياة المُتصورة في عام 1897 بواسطة رونالد روس وفي عام 1899 بواسطة جيوفاني غراسي وأميكو بيجنامي وجوزيبي باستيانيلي.
في عام 1966، اقترح سيريل غارنهام فصل المتصورة إلى تسعة جُنيساتٍ (أجناس فرعية) اعتمادًا على خصوصية المضيف وعلم تشكل الطفيليات. وشمل ذلك أربعة جُنيسات لأنواع المتصورة التي تُصيب الطيور وكانت قد اقتُرحت سابقًا بواسطة آيه. كوراديتي في عام 1963. وسَّع  هذا المخطط بواسطة سام آر. تيلفورد في عام 1988 عندما أعاد تصنيف طفيليات المُتصورة التي تصيب الزواحف، مضيفًا إليها خمسة جُنيسات. في عام 1997، أعاد جي. فالكيوناس تصنيف أنواع المتصورة التي تصيب الطيور مضيفًا جُنيسًا خامسًا (الاسم العلمي: Bennettinia).

## الهوامش
- «1»: المُتَصَوِّرَة[ar 1] أو البلازموديوم[ar 2] أو البلَسْمُود[ar 3] (الاسم العلمي: Plasmodium).

### باللغة الإنجليزية
1. ↑  International Commission On Zoological Nomenclature (28 Dec 1954). Francis Hemming (ed.). "Opinion 283 Validation, under the Plenary Powers, of the generic and specific names commonly used for the Malignant Tertian Malaria Parasite and the Quartan Malaria Parasite respectively". Opinions and declarations rendered by the International Commission on Zoological Nomenclature (بالإنجليزية). International Commission on Zoological Nomenclature. 7 (1): 1–225. QID:Q43380964.
2. ↑  "CDC - Malaria Parasites - About". CDC: Malaria. U.S. Centers for Disease Control and Prevention. مؤرشف من الأصل في 2020-12-08. اطلع عليه بتاريخ 2015-12-28.
3. 1 2  Zilversmit, M.؛ Perkins, S. "Plasmodium". Tree of Life Web Project. مؤرشف من الأصل في 2020-11-06. اطلع عليه بتاريخ 2016-06-01.
4. ↑  Obado، Samson O؛ Glover، Lucy؛ Deitsch، Kirk W. (2016). "The nuclear envelope and gene organization in parasitic protozoa: Specializations associated with disease". Molecular and Biochemical Parasitology. ج. 209 ع. 1–2: 104–113. DOI:10.1016/j.molbiopara.2016.07.008. PMID:27475118.
5. 1 2  Jimenez-Ruiz، Elena؛ Morlon-Guyot، Juliette؛ Daher، Wassim؛ Meissner، Markus (2016). "Vacuolar protein sorting mechanisms in apicomplexan parasites". Molecular and Biochemical Parasitology. ج. 209 ع. 1–2: 18–25. DOI:10.1016/j.molbiopara.2016.01.007. PMC:5154328. PMID:26844642.
6. ↑  Counihan، Natalie A.؛ Kalanon، Ming؛ Coppel، Ross L.؛ De Koning-Ward، Tania F. (2013). "Plasmodium rhoptry proteins: Why order is important". Trends in Parasitology. ج. 29 ع. 5: 228–36. DOI:10.1016/j.pt.2013.03.003. PMID:23570755.
7. 1 2  Kemp، Louise E.؛ Yamamoto، Masahiro؛ Soldati-Favre، Dominique (2013). "Subversion of host cellular functions by the apicomplexan parasites" (PDF). FEMS Microbiology Reviews. ج. 37 ع. 4: 607–31. DOI:10.1111/1574-6976.12013. PMID:23186105. مؤرشف من الأصل في 2020-04-22.
8. 1 2  Sheiner، Lilach؛ Vaidya، Akhil B.؛ McFadden، Geoffrey I. (2013). "The metabolic roles of the endosymbiotic organelles of Toxoplasma and Plasmodium spp". Current Opinion in Microbiology. ج. 16 ع. 4: 452–8. DOI:10.1016/j.mib.2013.07.003. PMC:3767399. PMID:23927894.
9. ↑  McFadden، Geoffrey Ian؛ Yeh، Ellen (2017). "The apicoplast: Now you see it, now you don't". International Journal for Parasitology. ج. 47 ع. 2–3: 137–144. DOI:10.1016/j.ijpara.2016.08.005. PMC:5406208. PMID:27773518.
10. ↑  Dooren، Giel؛ Striepen، Boris (26 يونيو 2013). "The Algal Past and Parasite Present of the Apicoplast". Annual Review of Microbiology. ج. 67: 271–289. DOI:10.1146/annurev-micro-092412-155741. PMID:23808340.
11. 1 2  Vernick, K.D.؛ Oduol, F.؛ Lazarro, B.P.؛ Glazebrook, J.؛ Xu, J.؛ Riehle, M.؛ Li, J. (2005). "Molecular Genetics of Mosquito Resistance to Malaria Parasites". في Sullivan, D؛ Krishna, S. (المحررون). Malaria: Drugs, Disease, and Post-genomic Biology. Springer. ص. 384. ISBN:978-3-540-29088-9.
12. 1 2 3  "CDC - Malaria Parasites - Biology". CDC: Malaria. U.S. Centers for Disease Control and Prevention. مؤرشف من الأصل في 2021-01-27. اطلع عليه بتاريخ 2015-12-28.
13. ↑  Markus, M. B. (2011). "Malaria: Origin of the Term 'Hypnozoite'". Journal of the History of Biology. ج. 44 ع. 4: 781–786. DOI:10.1007/s10739-010-9239-3. PMID:20665090. S2CID:1727294.
14. ↑  Vaughan، Ashley M.؛ Kappe، Stefan H. I. (2017). "Malaria Parasite Liver Infection and Exoerythrocytic Biology". Cold Spring Harbor Perspectives in Medicine. ج. 7 ع. 6: a025486. DOI:10.1101/cshperspect.a025486. PMC:5453383. PMID:28242785.
15. ↑  Morrison، David A. (2009). "Evolution of the Apicomplexa: Where are we now?". Trends in Parasitology. ج. 25 ع. 8: 375–82. DOI:10.1016/j.pt.2009.05.010. PMID:19635681.
16. ↑  Votypka J. "Haemospororida Danielewski 1885". Tree of Life. مؤرشف من الأصل في 2020-12-05. اطلع عليه بتاريخ 2018-05-01.
17. 1 2 3 4 5 6  Perkins, S. L. (2014). "Malaria's Many Mates: Past, Present, and Future of the Systematics of the Order Haemosporida". Journal of Parasitology. ج. 100 ع. 1: 11–25. DOI:10.1645/13-362.1. PMID:24059436. S2CID:21291855.
18. 1 2 3  Martinsen, E. S.؛ Perkins, S. L. (2013). "The Diversity of Plasmodium and other Haemosporidians: The Intersection of Taxonomy, Phylogenetics, and Genomics". في Carlton, J.M.؛ Perkins, S.L.؛ Deitsch, K.W. (المحررون). Malaria Parasites: Comparative Genomics, Evolution and Molecular Biology. Caister Academic Press. ص. 1–15. ISBN:978-1908230072.
19. 1 2 3  Valkiunas, Gediminas (2004). "Brief Historical Summary". Avian Malaria Parasites and Other Haemosporidia. CRC Press. ص. 9–15. ISBN:9780415300971.
20. 1 2  Telford S (1988). "A contribution to the systematics of the reptilian malaria parasites, family Plasmodiidae (Apicomplexa: Haemosporina)". Bulletin of the Florida State Museum Biological Sciences. ج. 34 ع. 2: 65–96. مؤرشف من الأصل في 2018-09-26.
21. ↑  Rich، S.؛ Ayala، F (2003). Progress in Malaria Research: the Case for Phylogenetics. Advances in Parasitology. ج. 54. ص. 255–80. DOI:10.1016/S0065-308X(03)54005-2. ISBN:978-0-12-031754-7. PMID:14711087.
22. ↑  Martinsen ES، Perkins SL، Schall JJ (أبريل 2008). "A three-genome phylogeny of malaria parasites (Plasmodium and closely related genera): Evolution of life-history traits and host switches". Molecular Phylogenetics and Evolution. ج. 47 ع. 1: 261–273. DOI:10.1016/j.ympev.2007.11.012. PMID:18248741.
23. 1 2  Manguin, S.؛ Carnevale, P.؛ Mouchet, J.؛ Coosemans, M.؛ Julvez, J.؛ Richard-Lenoble, D.؛ Sircoulon, J. (2008). Biodiversity of Malaria in the world. John Libbey. ص. 13–15. ISBN:978-2-7420-0616-8. مؤرشف من الأصل في 2021-03-05. اطلع عليه بتاريخ 2018-03-15.
24. 1 2  Scully، Erik J.؛ Kanjee، Usheer؛ Duraisingh، Manoj T. (2017). "Molecular interactions governing host-specificity of blood stage malaria parasites". Current Opinion in Microbiology. ج. 40: 21–31. DOI:10.1016/j.mib.2017.10.006. PMC:5733638. PMID:29096194.
25. ↑  Nunn, C., Altizer, S. (2006). Infectious Diseases in Primates: Behavior, Ecology and Evolution (ط. 1). Oxford University Press. ص. 253–254. ISBN:978-0198565840. مؤرشف من الأصل في 2021-03-04. اطلع عليه بتاريخ 2018-03-16.{{استشهاد بكتاب}}:  صيانة الاستشهاد: أسماء متعددة: قائمة المؤلفين (link)
26. ↑  Templeton TJ، Martinsen E، Kaewthamasorn M، Kaneko O (2016). "The rediscovery of malaria parasites of ungulates". Parasitology. ج. 143 ع. 12: 1501–1508. DOI:10.1017/S0031182016001141. PMID:27444556.
27. 1 2  Valkiunas, Gediminas (2004). "Specificity and general Principles of Species Identification". Avian Malaria Parasites and Other Haemosporidia. CRC Press. ص. 67–81. ISBN:9780415300971.
28. ↑  Valkiunas, Gediminas (2004). "General Section - Life Cycle and Morphology of Plasmodiidae Species". Avian Malaria Parasites and Other Haemosporidia. CRC Press. ص. 27–35. ISBN:9780415300971.
29. ↑  Valkiunas, Gediminas (2004). "Pathogenicity". Avian Malaria Parasites and Other Haemosporidia. CRC Press. ص. 83–111. ISBN:9780415300971.
30. 1 2  Zug, G. R.؛ Vitt, L. J.، المحررون (2012). Herpetology: An Introductory Biology of Amphibians and Reptiles. Academic Press. ص. 152. ISBN:978-0127826202. مؤرشف من الأصل في 2021-03-05. اطلع عليه بتاريخ 2018-03-16.
31. 1 2 3  Blasco، Benjamin؛ Leroy، Didier؛ Fidock، David A. (2017). "Antimalarial drug resistance: Linking Plasmodium falciparum parasite biology to the clinic". Nature Medicine. ج. 23 ع. 8: 917–928. DOI:10.1038/nm.4381. PMC:5747363. PMID:28777791.
32. ↑  Cowman، Alan F؛ Healer، Julie؛ Marapana، Danushka؛ Marsh، Kevin (2016). "Malaria: Biology and Disease". Cell. ج. 167 ع. 3: 610–624. DOI:10.1016/j.cell.2016.07.055. PMID:27768886.
33. ↑  Haldar، Kasturi؛ Bhattacharjee، Souvik؛ Safeukui، Innocent (2018). "Drug resistance in Plasmodium". Nature Reviews Microbiology. ج. 16 ع. 3: 156–170. DOI:10.1038/nrmicro.2017.161. PMC:6371404. PMID:29355852.
34. ↑  Poonam؛ Gupta، Yash؛ Gupta، Nikesh؛ Singh، Snigdha؛ Wu، Lidong؛ Chhikara، Bhupender Singh؛ Rawat، Manmeet؛ Rathi، Brijesh (2018). "Multistage inhibitors of the malaria parasite: Emerging hope for chemoprotection and malaria eradication". Medicinal Research Reviews. ج. 38 ع. 5: 1511–1535. DOI:10.1002/med.21486. PMID:29372568. S2CID:25711437.
35. ↑  Crompton، Peter D.؛ Moebius، Jacqueline؛ Portugal، Silvia؛ Waisberg، Michael؛ Hart، Geoffrey؛ Garver، Lindsey S.؛ Miller، Louis H.؛ Barillas-Mury، Carolina؛ Pierce، Susan K. (2014). "Malaria Immunity in Man and Mosquito: Insights into Unsolved Mysteries of a Deadly Infectious Disease". Annual Review of Immunology. ج. 32 ع. 1: 157–187. DOI:10.1146/annurev-immunol-032713-120220. PMC:4075043. PMID:24655294.
36. 1 2  Busula، Annette O.؛ Verhulst، Niels O.؛ Bousema، Teun؛ Takken، Willem؛ De Boer، Jetske G. (2017). "Mechanisms of Plasmodium -Enhanced Attraction of Mosquito Vectors". Trends in Parasitology. ج. 33 ع. 12: 961–973. DOI:10.1016/j.pt.2017.08.010. PMID:28942108.
37. ↑  Stanczyk، Nina M.؛ Mescher، Mark C.؛ De Moraes، Consuelo M. (2017). "Effects of malaria infection on mosquito olfaction and behavior: Extrapolating data to the field". Current Opinion in Insect Science. ج. 20: 7–12. DOI:10.1016/j.cois.2017.02.002. PMID:28602239.
38. ↑  Mitchell، Sara N.؛ Catteruccia، Flaminia (2017). "Anopheline Reproductive Biology: Impacts on Vectorial Capacity and Potential Avenues for Malaria Control". Cold Spring Harbor Perspectives in Medicine. ج. 7 ع. 12: a025593. DOI:10.1101/cshperspect.a025593. PMC:5710097. PMID:28389513.
39. 1 2 3 4 5 6  "The History of Malaria, an Ancient Disease". U.S. Centers for Disease Control and Prevention. مؤرشف من الأصل في 2020-11-01. اطلع عليه بتاريخ 2016-05-31.
40. ↑  McFadden، G. I. (2012). "Plasmodia – don't". Trends Parasitol. ج. 28 ع. 8: 306. DOI:10.1016/j.pt.2012.05.006. PMID:22738856.
41. ↑  Corradetti A.؛ Garnham P.C.C.؛ Laird M. (1963). "New classification of the avian malaria parasites". Parassitologia. ج. 5: 1–4.
42. ↑  Valkiunas, G. (1997). "Bird Haemosporidia". Acta Zoologica Lituanica. ج. 3–5: 1–607. ISSN:1392-1657.

### باللغة العربيَّة
1. ↑  حسب:
  - الخياط، محمد هيثم (2006). المعجم الطبي الموحد (ط. الرابعة). منظمة الصحة العالمية. ص. 1605. ISBN:9953337268. اطلع عليه بتاريخ 22 مارس 2021م. {{استشهاد بكتاب}}: تحقق من التاريخ في: |تاريخ الوصول= (مساعدة)
  - الهلالي، صادق; العسولي، سفيان محمد (1993). معجم الوراثيات والعلوم الجينية (ط. الرابعة). منظمة الصحة العالمية. ص. 273. ISBN:929021161X. اطلع عليه بتاريخ 22 مارس 2021م. {{استشهاد بكتاب}}: تحقق من التاريخ في: |تاريخ الوصول= (مساعدة)صيانة الاستشهاد: أسماء متعددة: قائمة المؤلفين (link)
  - مرعشي، محمد أسامة (2005). معجم مرعشي الطبي الكبير (ط. الأولى). مكتبة لبنان ناشرون. ص. 922. ISBN:9953336652. مؤرشف من الأصل في 10 أكتوبر 2020. اطلع عليه بتاريخ 22 مارس 2021م. {{استشهاد بكتاب}}: تحقق من التاريخ في: |تاريخ الوصول= (مساعدة)
2. ↑  حسب:
  - عبد العال، إسماعيل مسلم (2009). أساسيات علم الطفيليات (ط. الأولى). المكتبة الأكاديمية. ص. 93. مؤرشف من الأصل في 2021-04-18. اطلع عليه بتاريخ 22 مارس 2021م. {{استشهاد بكتاب}}: تحقق من التاريخ في: |تاريخ الوصول= (مساعدة)
  - الحناوي، كمال الدين (1990). معجم مصطلحات علم الأحياء (ط. الأولى). المكتبة الأكاديمية. ص. 370. مؤرشف من الأصل في 22 مارس 2021. اطلع عليه بتاريخ 22 مارس 2021م. {{استشهاد بكتاب}}: تحقق من التاريخ في: |تاريخ الوصول= (مساعدة)
3. ↑  حِتّي، يوسف; الخطيب، أحمد شفيق (2011). قاموس حتي الطبي (ط. الأولى). مكتبة لبنان ناشرون. ص. 689. ISBN:9789953868837. مؤرشف من الأصل في 25 سبتمبر 2020. اطلع عليه بتاريخ 22 مارس 2021م. {{استشهاد بكتاب}}: تحقق من التاريخ في: |تاريخ الوصول= (مساعدة)صيانة الاستشهاد: أسماء متعددة: قائمة المؤلفين (link)

## وصلات خارجية
- مشروع أطلس الملاريا (بالإنجليزية)
- صور مُتحركة لدورة حياة المُتصورة (بالإنجليزية)